# José Amado Ricardo Guerra
José Amado Ricardo Guerra ist ein kubanischer Politiker der Kommunistischen Partei Kubas PCC (Partido Comunista de Cuba) und Brigadegeneral der Revolutionären Streitkräfte FAR (Fuerzas Armadas Revolucionarias), der seit 2009 Sekretär des Ministerrates ist.

## Leben
Guerra trat in die Revolutionären Streitkräfte FAR (Fuerzas Armadas Revolucionarias) ein und fand Verwendung in der Ostarmee (Ejército Oriental), wo er nach einem Einsatz in Äthiopien 1978 Adjutant des Chefs der Ostarmee wurde. Im Anschluss war er zwischen 1982 und 1987 Adjutant des Vizeministers für Verteidigung und Chefs der Truppen der Luftverteidigung und Luftabwehr sowie daraufhin Adjutant des stellvertretenden Ministers für Verteidigung für wirtschaftliche Angelegenheiten. 1991 übernahm er den Posten als Chef der Arbeitsgruppe des Ersten stellvertretenden Minister für Verteidigung beziehungsweise zwischen 1999 und 2006 Chef der Arbeitsgruppe des Ersten Vizeministers für Verteidigung und war danach von 2006 bis 2009 Chef des Sekretariats der Minister. 
Im Juli 2006 wurde Guerra vom Oberkommandierenden Fidel Castro zum Assistenten von Armeegeneral Raúl Castro für alle Staats- und Regierungsangelegenheiten ernannt. 2008 wurde er zum Brigadegeneral befördert. Er ist auch Mitglied des Zentralkomitees der Kommunistischen Partei Kubas PCC (Partido Comunista de Cuba) sowie Mitglied der Nationalversammlung der Volksmacht (Asamblea Nacional del Poder Popular) und wurde 2009 Nachfolger von Carlos Lage Dávila als Sekretär des Ministerrates (Secretario del Consejo de Ministros).

## Weblink
- Biografie auf der Homepage der Asamblea Nacional del Poder Popular

| Personendaten    | Personendaten                            |
| ---------------- | ---------------------------------------- |
| NAME             | Guerra, José Amado Ricardo               |
| KURZBESCHREIBUNG | kubanischer Brigadegeneral und Politiker |
| GEBURTSDATUM     | 20. Jahrhundert                          |